# Studánky (Vyšší Brod)

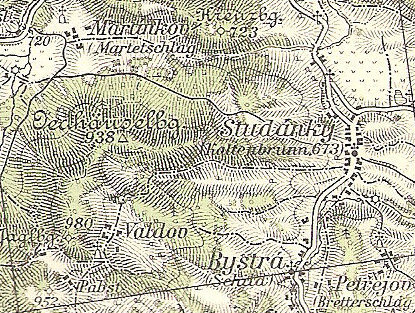
Studánky na historické mapě (1929)

Studánky (německy Kaltenbrunn bei Hohenfurth) jsou vesnice, část města Vyšší Brod v okrese Český Krumlov. Nachází se ve Vyšebrodském průsmyku asi tři kilometry jižně od Vyššího Brodu a devět kilometrů severně od Bad Leonfelden. Je zde silniční hraniční přechod Studánky – Weigetschlag mezi Českem a Rakouskem. Prochází zde silnice II/161. Je zde evidováno 63 adres.
Studánky leží v katastrálním území Studánky u Vyššího Brodu o rozloze 15,57 km².

## Historie
Přes Studánky vedla stará Linecká stezka. První písemná zmínka o vesnici pochází z roku 1278. V roce 1843 Studánky (Kaltenbrunn) patřily Vyšebrodskému klášteru a stálo zde 38 domů a žilo 380 obyvatel. V roce 1921 zde stálo 112 domů a žilo zde 666 obyvatel, z toho 633 Němců.  V letech 1938 až 1945 byly Studánky v důsledku uzavření Mnichovské dohody přičleněny k nacistickému Německu.

### Obecní správa
Studánky byly v letech 1869–1910 pod názvem Kaltenbrunn obcí v okrese Kaplice. Samostatnou obcí byly ještě při sčítání lidu v roce 1950, ale od roku 1961 jsou část obce Vyšší Brod. Až do svého zániku k obci patřily osady Boršíkov, Bystrá, Čížkrajice pod Chobolkou, Dolní Drkolná, Horní Drkolná, Kamenná, Petřejov a Valdov.
Osada Bystrá byla v letech 1869-1910 vedena pod názvem Schild jako osada obce Kaltenbrunn, v letech 1921-1930 jako osada osada obce Studánky, v dalších letech jako osada zanikla.
Osada Čížkrajice pod Chobolkou byla v roce 1869 vedena pod názvem Schlagl am Rossberg jako osada obce Kaltenbrunn, v r. 1880 se jako osada neuvádí, v r. 1890-1910 byla vedena pod názvem Schlagl am Rossberg jako osada obce Kaltenbrunn, v r. 1921-1930 byla vedena jako osada obce Studánky v okr. Kaplice, v dalších letech jako osada zanikla.
Jako osady obce Studánky byly v roce 1950 vedeny Dolní Drkolná a Horní Drkolná.
Osada Kamenná byla v letech 1869-1910 vedena pod názvem Stein jako osada obce Kaltenbrun, v letech 1921-1930 byla vedena jako osada obce Studánky, v dalších letech jako osada zanikla.
Osada Petřejov byla v letech 1869-1910 vedena pod názvem Bretterschlag jako osada obce Kaltenbrunn, v letech byla vedena 1921-1950 jako osada obce Studánky, v dalších letech jako osada zanikla.
Osada Valdov byla v letech 1869-1910 vedena pod názvem Waldau jako osada obce Kaltenbrunn, v letech 1921-1930 jako osada obce Studánky, v dalších letech jako osada zanikla.

## Pamětihodnosti
- Kaple zasvěcená Našemu spasiteli
- Socha svatého Jana Nepomuckého

## Osobnosti
- Maxmilián Millauer (1784–1840) ve Studánkách působil jako duchovní, později zastával funkci rektora Univerzity Karlovy a direktora Královské české společnosti nauk.[10]

## Současnost
- Ve Studánkách je pivovar.[11]